# Prangos arabica
Prangos arabica är en flockblommig växtart som beskrevs av Josef Velenovský. Prangos arabica ingår i släktet Prangos och familjen flockblommiga växter. Inga underarter finns listade i Catalogue of Life.